# سولونا ساماي
سولونا ساماي كيتل (بالدنماركية: Soluna Samay)‏ (27 أغسطس 1990)، هي مغنية غواتيمالية دنماركية. مثلت سولونا الدنمارك في مسابقة الأغنية الأوروبية 2012 التي أقيمت في باكو، أذربيجان.

## النشأة
ولدت سولونا ساماي في غواتيمالا العاصمة، وهي ابنة الموسيقي الألماني غيرد كيتل، والمغنية السويسرية آنيليس زيغلير. ترعرت في ضفة نهر أتيتلان، دخلت إلى مدرسة حياة روبرت مولر. انتقلت سولونا إلى الدنمارك سنة 2000 حيث اشترى والديها مزرعة صغيرة في بورنهولم وهي جزيرة دنماركية في بحر البلطيق. تستطيع سولونا التكلم بعدة لغات وهي الإنجليزية، الدنماركية، الإسبانية والألمانية. إسمها مشتق من اللغة الإسبانية، سول و لونا وتعني الشمس والقمر. تمتلك سولونا جواز سفر دنماركي وبالتالي تمتلك الجنسية الدنماركية.

## المشوار الغنائي
بدأت حياة سولونا الفنية في سن 5 أعوام حيث انضمت إلى فرقة والدها قبل أن تبدأ بالغناء بمفردها. في سن ال10 تعلمت عزف غيتار البيس. تقضي في الصيف وبمساعدة والديها في أداء الحفلات في شوارع أوروبا، وفي الشتاء في غوانتيمالا. وبعمر ال12 عاما ألفت أغنيتها الأولى.

## مسابقة الأغنية الأوروبية 2012
اختيرت سولونا من قبل دي آر 1 للمشاركة في الجائزة الكبرى للأغنية الدنماركية 2012 وأدت أغنية باسم عليك أن تعرف أفضل (بالإنجليزية: Should've Known Better)‏. وفازت بالمسابقة في 21 يناير 2012 بعد تفوقها على جيسبير نورتيدت وكريستيان برونز & باتريك إيساكسن، ونتج عن هذا الفوز التأهل إلى مسابقة الأغنية الأوروبية 2012.
نتائج تصويت مسابقة الجائزة الكبرى للأغنية الدنماركية 2012
| #  | المغني                          | الأغنية                                                 | النرويج | روسيا | ألمانيا | أذربيجان | الدنمارك | الأصوات عبر الهاتف | المجموع |
| -- | ------------------------------- | ------------------------------------------------------- | ------- | ----- | ------- | -------- | -------- | ------------------ | ------- |
| 01 | سولونا ساماي                    | عليك أن تعرف أفضل (بالإنجليزية: Should've Known Better)‏ | 10      | 10    | 10      | 12       | 12       | 56                 | 110     |
| 02 | جيسبير نورتيدت                  | خذ قلوبنا (بالإنجليزية: Take Our Hearts)‏                | 12      | 12    | 12      | 10       | 10       | 46                 | 102     |
| 03 | كريستيان برونز & باتريك إيساكسن | فينتر (بالإنجليزية: Venter)‏                             | 8       | 8     | 8       | 8        | 8        | 48                 | 88      |

حصلت على المركز 9 في النصف النهائي الأول مما جعلها تتأهل إلى النهائي حيث انتهت في المركز 23.

## ديسكوغرافيا

### الألبومات
| الإسم        | الإسم الأصلي  | تاريخ الإصدار  |
| ------------ | ------------- | -------------- |
| غني بصوت عال | Sing Out Loud | 23 أبريل 2012  |
| سولونا ساماي | Soluna Samay  | 17 يونيو 2013  |
| ذهبي         | Golden        | 23 سبتمبر 2016 |

### الأغاني المنفردة
| السنة | الإسم                                   | الإسم الأصلي                      | المركز | المركز | المركز | المركز | الألبوم      |
| السنة | الإسم                                   | الإسم الأصلي                      | DEN    | AUT    | GER    | SWI    | الألبوم      |
| ----- | --------------------------------------- | --------------------------------- | ------ | ------ | ------ | ------ | ------------ |
| 2003  | تمنيت أن أكون طائرا                     | I Wish I Was a Seagull            | —      | —      | —      | —      | أغنية منفردة |
| 2011  | منذ ثانيثين                             | Two Seconds Ago                   | —      | —      | —      | —      | غني بصوت عال |
| 2011  | عليك أن تعرف أفضل                       | Should've Known Better            | 1      | 51     | 51     | 67     | سولونا ساماي |
| 2012  | تعال مجددا                              | Come Again                        | 18     | —      | —      | —      | سولونا ساماي |
| 2012  | متواضع                                  | Humble                            | —      | —      | —      | —      | سولونا ساماي |
| 2013  | ا.لـ.حـ.ب (إذا كانت المرأة تحكم العالم) | L.O.V.E (If Women Ruled the World | —      | —      | —      | —      | سولونا ساماي |